# Хачатрян, Артём Каренович
Артём Каренович Хачатрян (род. 1975) — российский предприниматель, миллиардер. По данным Forbes личное состояние Хачатряна оценивается $3,1 млрд. Соснователь совместно с Сергеем Ломакиным и член совета директоров сети магазинов Fix Price. Сооснователь сети магазинов «Копейка». Совладелец сети обувных магазинов «ЦентрОбувь».

## Биография
Получил образование в Московском государственном горном университете (1997).

### Карьера
Вместе с партнёрами Сергеем Ломакиным, Александром Самоновым и Игорем Журавлёвым занимался дистрибуцией кофе. Затем с первыми двумя в 1998 году основал сеть продуктовых дискаунтеров «Копейка».
В 2008 году Хачатрян совместно с Ломакиным основали инвестиционную компанией Sun Investment Partners.
В 2009 году Хачатрян и Ломакин купили 33 % «ЦентрОбуви» за 40 млн долларов, сделку называли крупнейшей в обувном ритейле. Привлечение средств новых акционеров позволило сети запустить ещё один формат сетевых магазинов обуви для молодёжи «Centro».

### Fix Price
Компания «Бэст Прайс» была основана в 2007 году Сергеем Ломакиным и Артёмом Хачатряном после продажи созданной ими торговой сети «Копейка» с целью создать на российском рынке розничной торговли новый формат — «магазин фиксированной цены». Первый магазин сети Fix Price был открыт в декабре 2007 года. В течение 2008 года были открыты первые 60 магазинов Fix Price. В 2014 году сеть насчитывала 1543 магазина. По состоянию на февраль 2018 года сеть насчитывала 2510 магазинов в России, а также несколько магазинов в Латвии, Белоруссии, Казахстане, Узбекистане и Грузии, работающих по франшизе.